# Fuller Theological Seminary
Das Fuller Theological Seminary in Pasadena im Los Angeles County, ist das weltweit größte evangelikale theologische Seminar mit über 4.000 Studenten aus über 90 Ländern und 110 Denominationen.
Es besteht heute an sechs Standorten aus den drei Fachbereichen Theologie, Psychologie und Intercultural Studies sowie dem Horner Center for Lifelong Learning und bietet 18 Studiengänge in den drei Sprachen Englisch, Spanisch und Koreanisch an. Es hat seit seinem Bestehen 41.000 Absolventen herausgebracht, die in 130 Ländern tätig sind.
Fuller verlangt für die Zulassung neben akademischen Voraussetzungen auch ein persönliches Glaubensbekenntnis und behält sich vor, nicht-christliche oder nicht-evangelikale Bewerber abzuweisen. Alle Mitglieder des Lehrkörpers müssen das Glaubensbekenntnis von Fuller unterzeichnen, zu dem die Glaubensbekenntnisse der Alten Kirche und die Lausanner Verpflichtung gehören. Geschiedene sind nur bedingt nach Prüfung des Einzelfalls zugelassen, jede außereheliche sexuelle Aktivität von Studenten und Lehrkörper wird strikt abgelehnt.
Sowohl die Studenten als auch der Lehrkörper kommen jedoch aus einem breiten Spektrum von Kulturen und denominationellen Prägungen mit einem weiten Umfang von evangelikalen, moderaten und liberalen Ansichten, wodurch es in Seminaren oft zu kontroversen Diskussionen kommt.

## Geschichte

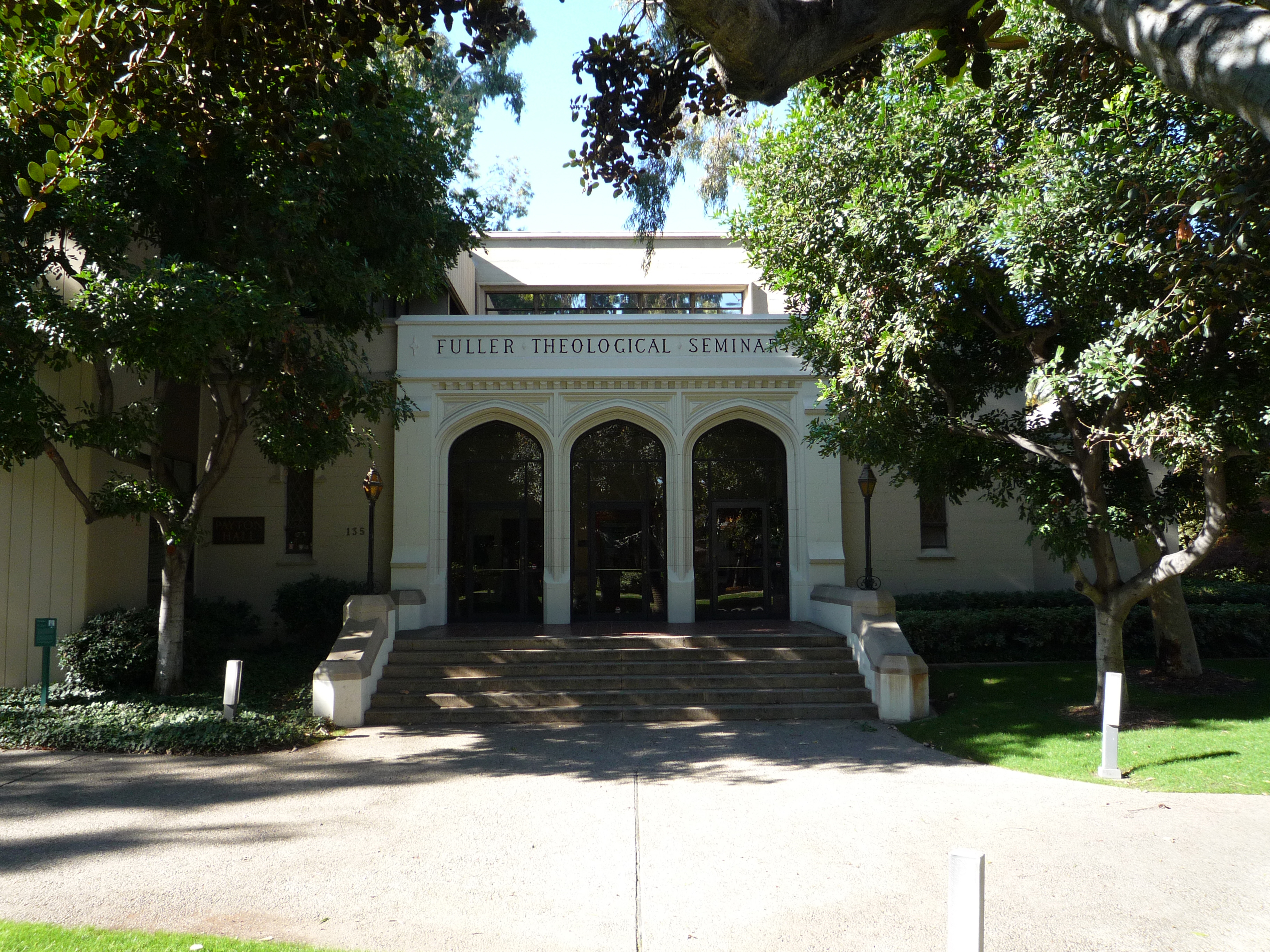
Payton Hall, Pasadena

Das Seminar wurde 1947 von Charles E. Fuller (einem bekannten Radio-Evangelisten), Harold John Ockenga, Carl F. H. Henry, Wilbur Moorehead Smith und Harold Lindsell gegründet. Es ist nach Henry Fuller, dem Vater von Charles E. Fuller benannt. Während der unternehmerisch tätige Fuller die Vision, das Charisma und den Geschäftssinn mitbrachte, steuerte Ockenga seine intellektuelle Fähigkeiten, seine theologische Weite und wissenschaftliche Kenntnisse bei.
Die ersten 39 Studenten wurden in den Sonntagsschulräumen der Lake Avenue Congregational Church von den Theologen Everett Harrison, Carl F. H. Henry, Harold Lindsell und Wilbur Smith unterrichtet. Bereits 1948 wurden auch Frauen aufgenommen, und Edward J. Carnell stieß zum Lehrkörper. 1950 schlossen die ersten 20 Studenten ab, und 1952 schloss Helen (Holly) Clark MacGregor als erste weibliche Absolventin ihr Studium ab. In den folgenden Jahren wuchs die Anzahl der Studenten stark, im Jahr 1953 waren bereits 250 Studierende eingeschrieben. Das Seminar konnte endlich in die neu errichtete Payton Hall an der Oakland Avenue in Pasadena einziehen, die heute in der Mitte des Campus liegt und nach Grace Payton, der Frau von Fuller benannt wurde.
1954 wurde Edward John Carnell zweiter Präsident, und 1956 konnte Billy Graham als Mitglied des Seminarvorstands gewonnen werden. 1957 gewährte die American Association of Theology Schools dem Seminar die volle Akkreditierung. 1959 übernahm Ockenga nach dem Rücktritt von Carnell erneut das Präsidium, Carnell blieb jedoch weiter als Dozent tätig. 1961 lieferte John G. Finch mit seinen Vorträgen den Anstoß für die School of Psychology. 1962 ging das Fuller Seminar ging mit Young Life Ministry eine informelle Partnerschaft ein.
1963 wurde der erst 35-jährige David Allan Hubbard Fullers dritter Präsident. 1965 startete die School of Psychology mit 29 Schülern und 6 festen Dozenten, Lee Edward Travis wurde deren Dekan. Fast gleichzeitig wurde die Schule der Weltmission eröffnet, zunächst als Schule für Weltmission und Institut für Gemeindewachstum benannt. Donald McGavran und Alan R. Tippett waren die Gründer und ersten Dozenten.
1969 erhielten alle drei Fuller-Schulen die Akkreditierung von der westlichen Hochschulverbindung der USA. 1972 erteilte die American Psychological Association der School of Psychology die Zulassung zum Promotionsverfahren in klinischer Psychologie. 1973 wurde Glenn W. Barker Dekan der School of Theology und ein theologisches Studienprogramm für den Dienst an ethnischen Minderheiten wurde gestartet. Ebenso wurden erste neue Standorte, sogenannte Regional Campus, in Seattle, Washington und Irvine eröffnet für die Ausbildung von Laien, die in lokalen Kirchen tätig waren. 1974 wurde Glenn W. Barker Dekan, in seiner Ära wurde 1977 das Institut für Jugendarbeit ins Leben gerufen. 1986 konnten für die School of Psychology neue Räumlichkeiten eröffnet werden, einschließlich des neuen Lee Edward Travis Auditorium. 1991 wurde das Lee Edward Travis Institut für biopsychosoziale Forschung eingeweiht. 1992 wurde mit dem Korea-Studienprogramm in der Schule für Weltmission erstmals Kurse in koreanischer Sprache angeboten.
1993 wurde Richard J. Mouw der vierte Präsident und Robert K. Johnston Dekan. Eine internationale Zusammenarbeit mit der Evangelischen Theologischen Akademie im russischen St. Petersburg begann, ein Jahr später eine Partnerschaft mit dem südamerikanischen Theologischen Seminar in Brasilien. Seit 1995 können die Studenten der School of Theology die Hälfte ihrer Studienzeit in Korea verbringen, da eine Partnerschaft mit dem Presbyterischen College und Theologischen Seminar in Seoul besteht. Weitere Partnerschaften und Zusammenarbeiten weltweit folgten in den nächsten Jahren. 1996 wurde das Max De Pree Center for Leadership gegründet, um De Pree und seinen langjährigen Dienst im Vorstand zu würdigen. 1999 startete der erste Online-Kurs des Fullerseminars. 2003 wurde die Schule für Weltmission in Schule für Interkulturelle Studien umbenannt, und C. Douglas McConnell wurde deren Dekan. 2005 wurde die School of Psychology zu Ehren der langjährigen Treuhänder C. Davis Weyerhaeuser und Annette Weyerhaeuser benannt. Im gleichen Jahr begann eine regelmäßige Reihe des evangelisch-jüdischen Dialogs am Seminar. 2006 wurde das Chang Commons Studentenhaus eröffnet und zwei neue Institute gegründet, das Institute Lloyd John Ogilvie Institute for Preaching und das Fred Bock Institute of Music. 2009 konnte die David Allan Hubbard Library als theologische Hauptbibliothek eröffnet werden. 2011 wurde The Thrive Center for Human Development eingerichtet.

## Präsidenten
- Harold John Ockenga, 1. Präsident 1947–1954 und 1960–1963
- Edward John Carnell, 2. Präsident 1954–1959
- David Allan Hubbard, 3. Präsident 1963–1993
- Richard J. Mouw, 4. Präsident 1993–2013
- Mark Labberton, 5. Präsident seit 2013

## Bekannte Lehrer und Professoren
- Gleason Leonard Archer (1916–2004), Professor für biblische Sprachen 1948–1965
- Peter Enns (* 1961), Gastprofessor für Altes Testament
- Charles Edward Fuller (1887–1968), Mitbegründer und Lehrer
- Alan Hirsch (* 1959), außerordentlicher Professor
- Veli-Matti Kärkkäinen (* 1958), finnischer Professor für Systematische Theologie seit 2003
- George Eldon Ladd (1911–1982), Professor für neutestamentliche Exegese und Theologie 1950–1978
- Donald McGavran (1897–1990), Gründer, Leiter und Lehrer der Schule für Weltmission und des Instituts für Gemeindewachstum 1965–1976
- Glen Stassen (1936–2014), Professor für christliche Ethik
- Miroslav Volf (* 1956), Professor für Systematische Theologie 1991–1998
- C. Peter Wagner (1930–2016), Professor für Gemeindewachstum 1971–2001
- Mel White (* 1940), Professor
- John Wimber, Gründungsdirektor der Abteilung für Gemeindewachstum am Institut für Evangelisation und Gemeindewachstum 1974–1978, Musiker und Gründer der Vineyard-Gemeinden

## Bekannte Absolventen
Fuller Theological Seminary hat viele Absolventen herausgebracht, die international in verschiedenen Berufsfeldern tätig sind:
- Leith Anderson, D.Min, früherer Präsident der National Association of Evangelicals
- Rob Bell (* 1970), M.Div., Autor und Gründer der Mars Hill Bible Church
- James Brenneman, M.Div, Präsident des Goshen College
- Bill Bright (1921–2003), B.D, Gründer von Campus Crusade for Christ International
- Richard J. Foster (* 1942), D.Min, Pastor, Autor und Gründer von Renovaré
- Robert Grant, Gründer der Organisation Christian Voice
- Willie Jennings, M.Div., Professor der Duke University
- Veli-Matti Kärkkäinen (* 1958), finnischer Pastor, studierte in den 80er Jahren Theologie
- Joon Gon Kim, Gründer von Korea Campus Crusade for Christ
- John C. Maxwell (* 1947), reformierter Geistlicher, Bestsellerautor und Redner zu Führungsfragen
- John Ortberg, (* 1957), D.Min, Autor und Pastor der Menlo Park Presbyterian Church
- John Piper (* 1946), B.D, Autor und Hauptpastor der Bethlehem Baptist Church
- Bobby Schuller (* 1981), M.Div, Fernseh-Pfarrer, Hauptpastor von Hour of Power und Pastor der Shepherd’s Grove Church
- Christian A. Schwarz (* 1960), deutscher evangelischer Theologe, Autor und Berater von Kirchen
- Jay Smith (* 1953), Evangelist und Missionar
- Miroslav Volf (* 1956), M.A, Theologe und Leiter des Yale Center for Culture and Faith
- C. Peter Wagner (1930–2016), M.Div, Missionar und Missiologe und Spezialist für Gemeindebau und Gemeindewachstum
- Rick Warren (* 1954), D.Min, Pastor der Saddleback Church und Autor von Leben mit Vision
- James White (* 1962), baptistischer Theologe
- Mel White (* 1940), D.Min, Kommunikationswissenschaftler, Theologe und Ghostwriter
- Michael Youssef (* 1948), ägyptischer Pastor und Autor
- Anthony C. Yu, S.T.B, Professor der University of Chicago